# 小行星2565
小行星2565（2565 Grogler）是一颗围绕太阳公转的小行星。1977年10月12日，保羅·維爾特在齐美尔瓦尔德发现了此天体。
該小行星以奧地利礦物學家、行星學家諾貝特·格勒格勒（Norbert Grögler）命名。
这颗小行星的绝对星等为36.09364106423015等。